# 热石杆菌科
热石杆菌科（学名：Thermolithobacteraceae）為热石杆菌目的一科细菌。此科的模式属为热石杆菌属(Thermolithobacter)。

## 下级分类
热石杆菌科只有热石杆菌属 （Thermolithobacter Sokolova et al. 2007）一属，包括以下菌种：
- Thermolithobacter carboxydivorans Sokolova et al. 2007[1]，也拼作：Thermolithobacter carboxidivorans
- Thermolithobacter ferrireducens Sokolova et al. 2007